# Каффс
«Каффс» (англ. Kuffs) — американський художній фільм режисера Брюса Е.Еванса. Слоган фільму: «When you have attitude — who needs experience?»

## Опис
У Джорджа Каффс, молодого хлопця з Сан-Франциско, купа проблем: безробіття, безгрошів'я, несподівана вагітність коханої… Вся надія на старшого брата — власника охоронного агентства, що захищає дрібних підприємців від вимагачів і грабіжників.
Але брат гине від руки гангстера, і Джордж, успадкувавши сімейну «вотчину», сам стає патрульним. І починає активну боротьбу з бандитами і продажними поліцейськими.

## Актори
- Крістіан Слейтер
- Мілла Йовович
- Брюс Бокслейтнер
- Трой Еванс
- Джордж Де Ла Пенья
- Ешлі Джадд
- Крейг Бентон
- Леон Ріппі